# Magda Trott
Magda Trott (* 20. März 1880 in Freystadt (Schlesien); † 12. Mai 1945 in Misdroy (Pommern)) war eine deutsche Schriftstellerin und Frauenrechtlerin.

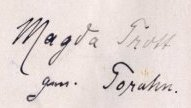
Autogramm von Magda Trott von 1922 sowohl unter Pseudonym als auch unter ihrem Namen.

## Leben
Magda Trott war die Tochter einer Opernsängerin. Die Mutter übte jedoch nach der Geburt der Kinder ihren Beruf nicht mehr aus.
1903 zog Magda mit ihren fünf Geschwistern und ihren Eltern nach Berlin, wo sie im Lettehaus das Kindergärtnerinnen-Seminar besuchte und die staatliche Prüfung zur Kindergärtnerin machte. Für eine Weile arbeitete sie im städtischen Kindergarten, dort war sie eine allbeliebte „Tante“.
Mit 27 Jahren gründete sie 1907 mit anderen wohlhabenden Frauen die Berliner „Frauenbank“. Bis in die späten 20er Jahre galt sie als eine der radikalsten damaligen Frauenrechtlerinnen. Eine ihrer Mitstreiterinnen war Thea von Harbou, die erfolgreiche Drehbuchautorin von Die Nibelungen und Metropolis. Magda Trotts größter Traum zu dieser Zeit, den sie auch 1914 in einer Novelle Von der Gründung des Frauenstaates verarbeitet, war die Gründung eines Amazonenstaates in der Lüneburger Heide mit Lüneburg als Hauptstadt. Die Lüneburger waren empört und griffen Magda Trott in der Lokalpresse an.
1915 zog Magda Trott nach Misdroy auf der Insel Wollin, wo sie später im Sommer kleine und größere Leserinnen, mitunter ganze Gruppen aus Kinderheimen, besuchten. In Misdroy begann sich Magda Trott vermutlich auch intensiv ihrer schriftstellerischen Arbeit zu widmen. Dafür spricht die immense Anzahl publizierter Werke in den nun folgenden Jahren. Sie publizierte auch unter etlichen Pseudonymen: G. Claudius, Lena Torahn, Lena Mageda, J. Marein, Rud Mavege.
Laut Klappentext einiger Original-Pucki-Bände der späten 1930er soll Magda Trott auch Mutter gewesen sein, über ihre Kinder und mögliche weitere Nachkommen gibt es keine greifbaren Informationen.
Wenige Tage nach Ende des Zweiten Weltkriegs verstarb die mittlerweile sehr erfolgreiche Autorin im Alter von 65 Jahren. Die Todesursache ist bis heute unbekannt.
Heute ist Magda Trott überwiegend nur noch als Kinderbuchautorin der Serien Pucki und Goldköpfchen bekannt. Kinderbücher machen jedoch nur einen Bruchteil ihres umfangreichen Werkes aus. Magda Trott verfasste Trivial- und Spannungsromane, verschiedene Ratgeber vorwiegend für Frauen, Theaterstücke, Erzählungen und Kurzgeschichten. Doch seit Beginn ihrer schriftstellerischen Tätigkeit schrieb Magda Trott auch gelegentlich Kinderbücher und Kurzgeschichten für junge Leser. Ende der 1920er begann sie mit dem Verfassen verschiedener Mädchenbuchreihen (Pommerle, Goldköpfchen, Pucki) und etablierte sich damit als Jugendbuchautorin. Ihre Werke für Kinder wurden schon von der zeitgenössischen Kritik als trivial eingestuft. 1933 wurden einige ihrer früher erschienenen Romane als „unerwünschtes Schrifttum“ auf den Index gesetzt, was bei Titeln wie Die Liebhaber der keuschen Marianne nicht wundert.
Magda Trotts Werke erschienen fast alle zwischen 1919 und 1942.

## Werke

### Die Rolle der Frau in Magda Trotts Werk
Heute sind die Bücher der Pucki-Reihe die bekanntesten Bücher Magda Trotts. Jedoch sind gerade diese Bücher untypisch für ihr Werk und haben den starken Charakter einer Auftragsarbeit nach vorgegebenen, gefragten Mustern.
Bedenklich aus heutiger Sicht ist sicher das erzkonservative Frauenbild in den mittleren Pucki-Bänden der Reihe: nüchtern betrachtet wird hier der jungen Ehefrau jede Individualität verweigert, stattdessen hat sie sich ganz den Ansichten und Ansprüchen des Mannes unterzuordnen und ausschließlich als Hausfrau und Mutter zu funktionieren. Claus und Pucki sind nicht gleichberechtigte Partner, die sich gegenseitig beeinflussen, sondern stehen in einer Art Lehrer-und-Schülerin-Verhältnis: Er erzieht sie nach seinen Wünschen, darf sie in ihrem Tun und Verhalten bewerten und gegebenenfalls auch abstrafen. Pucki wird eine effektive Kritik an Verhaltensweisen und Meinungen ihres Mannes nicht zugestanden. Aus Furcht benimmt sich Pucki deswegen oft weiter wie ein Kind: Sie versucht, ihren Mann zu beschummeln, wenn ihr ein Fehler unterlaufen ist, und hört sich schließlich mit gesenktem Kopf seine Zurechtweisungen an. Nach erfolgreicher „Erziehung“ wird Pucki dann als nahezu perfektes „Pucki-Mütterchen“ der letzten Bände zum bewunderten Vorbild und zur Ratgeberin für die anderen Frauen im Ort. Pucki verändert sich damit von der unvollkommenen (und deshalb sympathischen) Identifikationsfigur der ersten Bände zum abstrakten, überhöhten Leitbild für (damalige) Leserinnen.
Wie die einstige Feministin diese Anpassung an die stark nationalsozialistisch geprägte Ideologie mit sich selbst vereinbaren konnte, bleibt offen. In den Pommerle-Bänden, die ab 1928 erschienen waren und an denen die Autorin parallel zu Pucki weiterschrieb, ist Pommerle ihrem älteren Freund Jule an Pfiffigkeit und Reife überlegen. Hier zeichnet Magda Trott auch ein ganz anderes, partnerschaftliches Verhältnis der Eltern, bei dem Mann und Frau als erwachsene Menschen auf einer Augenhöhe stehen. Die Mutter wird als gebildete Frau mit eigenen Interessen dargestellt, der Vater, ein Professor und Heimatforscher, kann sogar bei Gelegenheit ganz selbstverständlich in der Küche tätig sein.
Während Pucki ein braves Hausmütterchen ist, sind andere von Trotts Heldinnen selbstbewusste, unabhängige Frauen, die ihr Leben selbst in die Hand nehmen und auf keinen Mann angewiesen sind. Pommerle wird Gärtnerin, arbeitet in diesem Beruf mit viel Begeisterung und verzichtet gern auf eine Ehe mit ihrem Jugendfreund Jule, der die Tochter seines Lehrmeisters heiratet. Bärbel (Goldköpfchen) ist Fotografin und eröffnet nach dem Tod ihres ersten Mannes ein eigenes Atelier. Auch Pucki erlernt einen Beruf (Kindergärtnerin), den sie jedoch nach Abschluss der Ausbildung nicht ausübt, sondern heiratet und sofort Hausfrau wird (sie plante sogar, die Ausbildung nach der Verlobung abzubrechen, doch ihre Mutter riet ihr davon ab).
Magda Trott sieht die Berufsausbildung und -tätigkeit von Frauen also auch als Alternative zum Hausfrauendasein in einer Ehe, vielleicht auch, weil nach Ende des Ersten Weltkriegs in Deutschland ein Mangel an jungen Männern herrschte und sich Frauen eine eigene (nicht zuletzt finanzielle) Existenzgrundlage aufbauen mussten, wenn sie keinen möglichen Partner fanden.
In einigen der Bücher findet man Hinweise, dass es nicht mehr zeitgemäß sei, auf einen Ehemann zu warten, und dass man als Frau sein Leben selbst gestalten könne. „Kam einmal für Brigitte die Stunde, daß sie einem Manne ihrer Wahl folgen wollte, konnte sie (Isa) sie freilich nicht zurückhalten. Aber nur auf diese Stunde warten, nicht die Blicke sehnsüchtig nur auf dieses eine Ziel richten, nicht Jahr um Jahr in quälendem Bangen verstreichen lassen. O nein, ruhig des Wegs gehen, ein Ziel fest im Auge haltend. Arbeit half über alles hinweg, Arbeit heilte jede Wunde.“ Auch in Angela findet man einen diesbezüglichen Hinweis: „Ich rate Dir, Margot, lerne auch etwas! Man fühlt sich so gehoben, wenn man keine Drohne mehr ist. Man muß arbeiten, und heutzutage ist es eine altmodische Ansicht, daß junge Damen träge daheim sitzen und auf den Mann warten, der vielleicht niemals kommt.“
Dennoch konnte Magda Trott sicherlich auch verstehen, wenn Frauen nicht berufstätig sein wollen. Angelas Freundin Margot erwidert auf deren Berufspläne: „Ich würde mich bedanken, wenn man von mir verlangte, daß ich mir mein Brot verdiente.“
Für Magda Trott ist ein Beruf, der einen ausfüllt und glücklich macht, erstrebenswert, aber wenn es die äußeren Bedingungen erfordern, so ist Durchhaltevermögen und Selbstdisziplin die richtige Einstellung zum Berufsleben. Dies findet sich zusammengefasst in dem Spruch des indischen Philosophen Tagore, den Ingenieur Weißlinger in Angelas Poesiealbum schreibt: „Ich schlief und träumte, das Leben sei Freude, Ich erwachte, und siehe, das Leben war Pflicht, Ich handelte und siehe, die Pflicht war Freude.“
Die Frau vor der Berufswahl ist eines der zentralen Themen in Magda Trotts Werk, wie auch einige ihrer Ratgeber zeigen: Wege zur Gesunderhaltung und Schönheit für Berufstätige (1926) und Die Frau vor der Berufswahl (1928).

### Lokalisation der Geschichten
Magda Trott war gebürtige Schlesierin und lebte in Schlesien und Pommern, daher spielen viele ihrer Geschichten im heutigen Osten Deutschlands (damals Mitteldeutschland) und im heutigen westlichen Polen (damals deutsche Ostgebiete).
Brigitte lebt in Brigitte schafft Arbeit in Gollersdorf, das in der Nähe von Bunzlau in Niederschlesien lag.
Die Pommerle-Reihe spielt in Pommern und im schlesischen Riesengebirge.
Auch Pucki spielt in den Originalausgaben vermutlich in Niederschlesien. In „Pucki wird eine glückliche Braut“ macht Pucki ihre Ausbildung in Leipzig, nach 1945 wurde die Stadt in Hannover umgeändert. In ebenfalls diesem Band bekommt Claus einen Brief, in welchem er drei Kollegen vertreten soll, und zwar in der schlesischen Hauptstadt Breslau. Nach Kriegsende wurde der Ort in Braunschweig umgeändert, da Breslau an Polen fiel. Der schlesische Ort Rothenburg, in dem Pucki auf die höhere Schule geht, wurde zu Rotenburg (Wümme). Die Lokalisation der Geschichten verschob sich damit in den neuen Ausgaben von Schlesien nach Niedersachsen. (Dies erklärt auch, warum Trotts Geburtsort Freystadt mitunter mit dem Städtchen Freistatt in Niedersachsen verwechselt wurde.)

### Autobiografische Bezüge in den Büchern
Leider ist nur sehr wenig über Magda Trott bekannt. Da viele Autoren jedoch ihre persönlichen Erfahrungen in ihre Bücher einfließen lassen, können durch diese einige Rückschlüsse auf die Autorin gezogen werden.
Wenn man die Produktivität von Magda Trott betrachtet und zugrunde legt, dass Angela aus dem Buch Angela sowohl Schreibmaschine schreiben als auch stenographieren kann, kann man vermuten, dass Magda Trott ihre Bücher getippt und nicht (wie zum Beispiel Else Ury) mit der Hand geschrieben hat.
Sie muss politisch und kulturell interessiert und sehr gut informiert gewesen sein. Als Beispiel kann man anführen, dass die Stadt Wuppertal zum 1. August 1929 durch Vereinigung der kreisfreien Städte Elberfeld und Barmen unter dem Namen Barmen-Elberfeld als kreisfreie Stadt gegründet wurde. In Angela werden Elberfeld und Barmen schon korrekt als Barmen-Elberfeld genannt, obwohl Magda Trott auf Wollin lebte. Sie nimmt also im 1929 veröffentlichten Buch Angela bewusst Bezug auf damals aktuelle Ereignisse. (1930 wurde der Ort in Wuppertal umbenannt.)
Ähnlich wie bei Else Ury sind in den Büchern und Geschichten volkstümliche religiöse Anklänge aus dem Alltag zu finden (Beispiel: „Wie herrlich hatte doch Gott im Himmel wieder alles gefügt!“), dennoch werden keine Kirchgänge oder andere religiöse Tätigkeiten erwähnt. In Wag es, Monika! installiert der Elektriker sogar am Sonntagmorgen die elektrische Beleuchtung für ein Gartenfest. Dies alles lässt eine eher pragmatische Einstellung zur Religion bei Magda Trott vermuten.
1934 brachte der Franke-Verlag eine Ausgabe von Pommerle – ein deutsches Mädel mit Pommerle in einer BDM-Jacke mit „Heil Hitler“-Geste auf dem in braun gehaltenen Titelbild auf den Markt, wahrscheinlich zwecks Absatzsteigerung.
Ob Magda Trott nach 1933 Nationalsozialistin war, ist nicht mehr bekannt. Rein spekulativ spricht dagegen, dass Irene Graebsch, selbst überzeugte Nationalsozialistin, Magda Trott in ihrem Werk zur Jugendliteratur Die Geschichte des Deutschen Jugendbuches nahezu missachtet und nur einen kurzen Kommentar über die „Zweitklassigkeit“ der Erzählungen Trotts einfügt. Vermutlich hätte eine Parteigenossin mehr Beachtung erhalten.

### Kinderbücher
- 1919: Am Staffin. Phönix Verlag

Steffys Backfischzeit, Vogel & Vogel Leipzig (1922 +1927 Leipziger graphische Werke)
Erschien später unter dem Titel Jungmädelstreiche (1940 Paul Franke Verlag / 1951 Füllhorn Verlag / 1954 Engelberg Verlag)
- 1922: Jungmädchens Schritt ins Leben. bei den Leipziger graphische Werken (Neuauflagen 1927, 1930, 1933 und 1940)
- 1922: Zwitschervögelchen. unter dem Pseudonym L. Torahn

Erschien 1940 unter dem Titel Stürmende Jugend findet den Weg beim Paul Fanke Verlag und 1953–1960 unter dem Titel Wildfang Doris beim Engelbert Verlag
- 1925: Das pfiffige Geigerlein und andere Märchen (W. Gensch, Elberfeld in der Märchen Reihe. Band 44.)
- 1929: Angela. (Gustav Weise Verlag, Leipzig)
- 1931: Ursels Backfischzeit. (Leipziger graphische Werke), 1940: Paul Franke Verlag,

Erschien 1954 unter dem Titel Ursel die freche Sekundanerin (Engelbert Verlag, Die lustigen Engelbert Bücher Nr. 4)
- 1933: Die Monddistel und andere Märchen. (Jugendbücherei des Löwen-Verlages, Berlin)
- 1935: Das deutsche Mädel-Buch. (Paul Franke Verlag)
- 1936: Brigitte schafft Arbeit. (Paul Franke Verlag), Neuauflage 1942
- 1937: Die Patenkinder der Sekunda. (Paul Franke Verlag)

Erschien 1945 unter dem Titel Die Patenkinder der Tertia (Engelbert Verlag, Die lustigen Engelbert Bücher 5)
- 1937: Nicht so stürmisch, Friedel! (Hans-Jörg Fischer-Verlag)

Erschien 1954 unter dem Titel Susanne ist an allem schuld! (Engelbert Verlag, Die lustigen Engelbert Bücher Nr. 2)
- 1938 Gustels Gespensterschloss. (Hans-Jörg Fischer-Verlag), Neuauflage 1950/51 Verlag die Boje, Stuttgart
- 1939: Wo die Alpenrosen blüh'n. (Hans-Jörg Fischer-Verlag)
- 1940: Barbara der Unglücksrabe. (Hans-Jörg Fischer-Verlag), Neuauflage 1950–53 Verlag die Boje, Stuttgart
- 1940: Wag es Monika! (Hans-Jörg Fischer-Verlag)
- 1946: Marga in tausend Nöten. (Hans-Jörg Fischer-Verlag)

### Kinderbuchreihen

#### Pommerle
- 1928: Pommerle. (1928 Leipziger graphische Werke, 1936 Paul Franke Verlag, 1951 Füllhorn Verlag)
- 1930: Mit Pommerle durchs Kinderland. (1930 Leipziger graphische Werke, 1936 Paul Franke Verlag, 1951 Füllhorn Verlag)
- 1932: Pommerles Jugendzeit. (1932 Leipziger graphische Werke, 1936 Paul Franke Verlag, 1951 Füllhorn Verlag)
- 1934: Pommerle ein deutsches Mädel. (1934 Leipziger graphische Werke, 1936 Paul Franke Verlag)
- 1936: Pommerle auf Reisen. (1936 Paul Franke Verlag, 1951 Füllhorn Verlag)
- 1938: Pommerle im Frühling des Lebens. (Paul Franke Verlag) (online – Internet Archive)
- 1939: Pommerles letztes Schuljahr. (Paul Franke Verlag)

#### Goldköpfchen

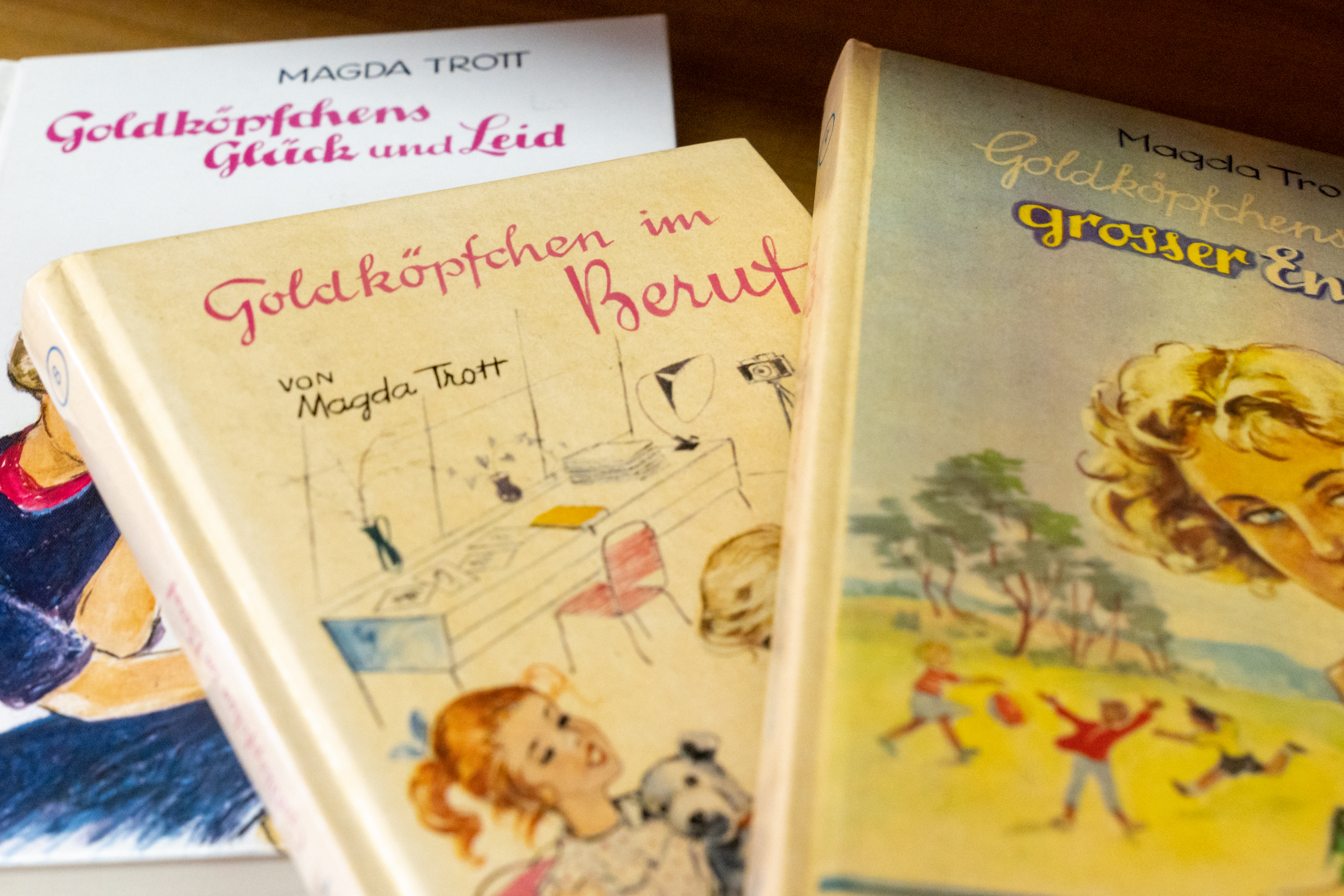
Bücher der Goldköpfchen-Serie von Magda Trott im Pop-up Museum im ehemaligen Kaufhaus Leitz, Knittlingen.

- 1928: Goldköpfchen. (1928 Leipziger graphische Werke, 1936 Paul Franke Verlag, ab 1949 Engelbert-Verlag, ISBN 3-933637-01-5)
- 1929: Goldköpfchens Schulzeit. (1929 Leipziger graphische Werke, 1936 Paul Franke Verlag, ab 1949 Engelbert-Verlag, heute H.Levermann oHG, ISBN 3-536-00002-9)
- 1929: Goldköpfchens Backfischzeit. (1929 Leipziger graphische Werke, 1936 Paul Franke Verlag, ab 1949 Engelbert-Verlag, ISBN 3-536-00003-7)
- 1930: Goldköpfchens Lehrzeit. (1930 Leipziger graphische Werke, 1936 Paul Franke Verlag, ab 1949 Engelbert-Verlag, ISBN 3-536-00004-5)
- 1931: Goldköpfchens Brautzeit. (1931 Leipziger graphische Werke, 1936 Paul Franke Verlag, ab 1949 Engelbert-Verlag, ISBN 3-536-00005-3)
- 1932: Goldköpfchen als Mutter. (1931 Leipziger graphische Werke, 1936 Paul Franke Verlag, ab 1949 Engelbert-Verlag, ISBN 3-933637-06-6)
- 1932: Goldköpfchens Glück und Leid. (1932 Leipziger graphische Werke, 1936 Paul Franke Verlag, ab 1949 Engelbert-Verlag, ISBN 3-933637-07-4)
- 1933: Goldköpfchen im Beruf. (1933 Leipziger graphische Werke, 1936 Paul Franke Verlag, ab 1949 Engelbert-Verlag, ISBN 3-933637-08-2)
- Zwischen 1936 und 1939: Goldköpfchens großer Entschluss. (1936/39 Paul Franke Verlag, ab 1949 Engelbert-Verlag, ISBN 3-933637-09-0)
- Zwischen 1936 und 1939: Goldköpfchen im Kreise froher Jugend. (1936/39 Paul Franke Verlag, ab 1949 Engelbert-Verlag, ISBN 3-933637-10-4)
- 1939: Goldköpfchens Kinder: Die beiden Fipse. (1939 Paul Franke Verlag, 1949–69 Engelbert-Verlag)
- 1939: Goldköpfchens Kinder: Ernas lustige Reise. (1939 Paul Franke Verlag, 1949–? Engelbert-Verlag, ISBN 3-536-00012-6)
- 1953: Goldköpfchens Kinder: Marion. (Engelbert-Verlag (Gesamtauflage nur 30.000))

#### Pucki
- 1935: Försters Pucki. (1935 A. Anton & Co, Leipzig, ab 1949 Titania Verlag, ISBN 3-7996-4201-3)
- 1935: Puckis erstes Schuljahr. (1935 A. Anton & Co, Leipzig, ab 1949 Titania Verlag, ISBN 3-7996-4202-1)

Sonderauflage der ersten beiden Bände: Puckis erste Abenteuer (2003 Bassermann, ISBN 3-8094-1502-2)
- 1936: Pucki und ihre Freunde. (1936 A. Anton & Co, Leipzig, ab 1949 Titania Verlag, ISBN 3-7996-4203-X)
- 1936: Pucki kommt in die höhere Schule. (1936 A. Anton & Co, Leipzig, ab 1949 Titania Verlag, ISBN 3-7996-4204-8)
- 1937: Puckis neue Streiche. (1937 A. Anton & Co, Leipzig, ab 1949 Titania Verlag, ISBN 3-7996-4205-6)
- 1937: Puckis erster Schritt ins Leben. (1937 A. Anton & Co, Leipzig, ab 1949 Titania Verlag, ISBN 3-7996-4206-4)
- 1937: Pucki wird eine glückliche Braut. (1937 A. Anton & Co, Leipzig, ab 1949 Titania Verlag, ISBN 3-7996-4207-2)
- 1937: Puckis junge Ehe. (1937 A. Anton & Co, Leipzig)

Ab 1951 unter dem Titel Pucki als junge Hausfrau (ab 1949 Titania Verlag, ISBN 3-7996-4208-0)
- 1938: Puckis Familienglück. (1938 A. Anton & Co, Leipzig, ab 1949 Titania Verlag, ISBN 3-7996-4209-9)
- 1938: Pucki und ihre 3 Jungen. (1938 A. Anton & Co, Leipzig, ab 1949 Titania Verlag, ISBN 3-7996-4210-2)
- 1939: Pucki unser Mütterchen. (1938 A. Anton & Co, Leipzig, ab 1949 Titania Verlag, ISBN 3-7996-4211-0)
- 1941: Puckis Lebenssommer. (1941 A. Anton & Co, Leipzig, ab 1949 Titania Verlag, ISBN 3-7996-4212-9)

Die Ausgaben aus dem Titania Verlag sind bearbeitet. Neben der Änderung von Ortsnamen wurden teilweise auch ganze Kapitel umgeschrieben. Ab 1950 sind insgesamt 7 Millionen Exemplare verkauft worden.

#### Rosemarie
Die ersten beiden Rosemarie-Bücher sind vor dem Krieg bereits unter dem Namen Erika erschienen.
- 1951–1956: Rosemarie das Heidekind. (Titania-Verlag Stuttgart)

Zwischen 1941 und 1949 unter Erika das Heidekind erschienen (A. Anton und Co, Leipzig)
- 1951–1956: Rosemarie und ihre Mutti. (Titania-Verlag Stuttgart)

Zwischen 1941 und 1949 unter Erika bekommt eine Mutter erschienen (A. Anton und Co, Leipzig)
- 1951–1956: Rosemaries Heideerlebnisse. (Titania-Verlag Stuttgart)
- 1951–1957: Rosemarie unser Sonnenschein. (Titania-Verlag Stuttgart)

### Kurzgeschichten

#### Kurzgeschichten für Kinder und Jugendliche

##### Erschienen inDas Kränzchen
- 1918: Sommerfäden. S. 46–47, Sonntag Lantäre. S. 422–424 (Das Kränzchen Band 31)
- 1919: Vom Kaffee. S. 719–722, Die kluge Lerche, S. 700–702, Einige überraschende Versuche, S. 156–157, Irrlichter. S. 769–771 (Das Kränzchen Band 32)
- 1924: Etwas zum Kopfzerbrechen. S. 783 (Das Kränzchen Band 37)
- 1925: Allerlei Kurzweil an Silvester. S. 255f (Das Kränzchen Band 38)

##### Erschienen inOnkel Antons Kinderkalender
- 1922: Die Reise mit Hindernissen. (Onkel Antons Kinder Kalender 1922)
- 1926: Das Frösche- und Unkenspiel. (Onkel Antons Kinder Kalender 1926)
- 1926: Zwei Gesellschaftsspiele: Das Frösche- und Unkenspiel. S. 79, Was wünschst Du mir?, S. 73, (Onkel Antons Kinder Kalender 1926)
- 1937: Eine wahre Geschichte. (Onkel Antons Kinderkalender 1937)

##### Erschienen inTöchteralbum
- 1919 Primeln und Was man vom Kuckuck sagt. (Töchter-Album 65)
- 1921: Die Pulswärmer. S. 191 (Töchter-Album 67)

##### Erschienen inMeidinger's Kinderkalender
- 1919 König Gedetto, S. 72–77, Die ungehorsame Prinzessin Schneeweiße. (Meidinger's Kinderkalender 1919)
- 1920: Klärchen und der Storch. S. 88, Wie das Braten in China erfunden wurde, S. 102–104, Der Elfenstein. S. 113–120 (Meidinger's Kinderkalender 1920)

##### Sonstige Jahrbücher
- ca. 1910: Die zwölf faulen Schwestern von Magda Trott. (Märchenzauber Eine Sammlung neuer Kindermärchen mit farbigen Vollbildern von Ernst Kutzer Bing-Spiele und Verlag G.m.b.H. Nürnberg)
- 1915: Die bestraften Fische. (Goldener Märchenstrauß, Eine Sammlung reizender neuer Märchen und Erzählungen. Ring-Spiele Verlag Nürnberg)
- 1913–1918: Im Reiche der Kinder. Beilage zur Kindergarderobe. Beiträge u. a. von Magda Trott
- 1921: Der bestrafte Osterhase. S. 47–49, 1 Abb., Die Filzpantoffel, S. 99–113, 3 Abb., Das Geschenk des Zwerges. S. 175–182, 2 Abb. (Herzblättchens Zeitvertreib Band 66, Flemming & Wiskot Berlin 1921)

#### Kurzgeschichten für Erwachsene
- 1917: Der Schatten Dem Bericht eines pommerschen Landsturmmannes nacherzählt (GERLACH, A. 5. Jg. Heft 5, Februar 1917)

### Ratgeber
- 1921: 660 erprobte Kochvorschriften aus knappen Tagen. (Volksvereins Verlag. M. Gladbach)
- 1923: Kinderspiele und Selbstbeschäftigung. Ein Spielbuch für Kinder von 3 bis 7 Jahren (verlag Otto Maier, Ravensburg)
- 1924: Allgemeines Spielbuch fürs Haus: Sammlung der beliebtesten Jugend-, Volks- und Familienspiele – Spiele im Zimmer und im Freien. (Otto Maier, Ravensburg)
- 1925: Die Stütze der Hausfrau. Ein praktischer Ratgeber für Hausangestellte und alle, die es werden wollen. (M. Hahn, Neubabelsberg)
- 1925: Kleinchens Wäsche und Kleidung. Ein Ratgeber zur Anfertigung und Anschaffung für Säuglinge und Laufkinder, sowie ein Anhang: Wie beschäftige ich mein Kind. (M. Hahn, Neubabelsberg)

Weg mit dem Fleck! 550 vielfach erprobte Mittel zur Entfernung von Flecken aller Art (Franksche Franckh´sche Verlagshandlung)
- 1926: Wege zur Gesunderhaltung und Schönheit für Berufstätige. (M. Hahn, Neubabelsberg)

Das Kochbuch der Küchenlosen, 206 erprobte Rezepte mit kurzer Kochdauer. Ein Ratgeber für Einwohnende und Möblierte. (Verlag Friedrich Bauer – Kirchberg Jagst, Zusammengestellt von Magda Trott, Kleine Hausfrauen Bücherei Band 1)
Schnelle Hilfe daheim: Ein Ratgeber z. Hilfeleistung bei Verletzungen im Haushalte, M. Gladbach: Volksvereins-Verlag
- 1928: Wie veranstaltet man Hausfeste? Ein praktischer Ratgeber für alle festlichen Gelegenheiten (Hachmeister & Thal;Leipzig, Lehrmeister Bücherei 886)
- 1928: Die Frau vor der Berufswahl. Ein Ratgeber für die ins Erwerbsleben tretende Frau (Hachmeister & Thal, Lehrmeister Bücherei (889/890 und 891/892))
- 1929: Wie benehme ich mich? Handbuch des guten Tons für alle Lebenslagen (A. Bergmann, Bergmanns Hausbücher Band 8)
- 1934: Ich heirate!: Was muß eine Braut von ihrem künftigen Heim und ihren Pflichten wissen? (Stollfuß, Bonn, Schriftenreihe: Hilf dir selbst! Bd. 90)
- 193?: Universal Haushaltungsbuch. Goldene Ratschläge für das eigene Heim neu bearbeitet von Magda Trott
- 193?: Das fröhliche Hochzeitsbuch. Gedichte, Vorträge, humor. Szenen und Scherze zu Polterabend- und Hochzeitsfeiern von Magda Trott (Verlag A. Bergman, Leipzig, Attenkofer´sche Buch- und Kunstdruckerei, Verlagsbuchhandlung Straubing)
- 193?: Lebenslexikon. Ein Helfer und Berater in alle Lebenslagen. Band 5: Die praktische Lebensführung. Hrsg.: G. Buetz, Wolf Henry Döring, Ernst Eitner, Käthe Gaebel, Alexander Hartwich, Elise Hoffmann, Erna Horn, Hermann Pfeiffer, Walter de Planque, Johannes Prüfer, Therese Roth, Wilhelm Sasse, Magda Trott, Hermann Ullrich, Alice Urbach u. Helene Wulff. (Verlag Dr. Karl Meyer, Leipzig/Wien/Zürich)

### Theaterstücke
- 1921: Die Erfindung. (Alfred Jahn, Leipzig, Neue Arbeiter Bühne Band 3)

Die Wohltat, Soziales Drama in 1 Akt (A. Hoffmann's Verlag)
Vampire, Zeitbild in 1 Akt (A. Hoffmans Verlag)
Anna und Euphrosyne, Lustspiel in 1 Akt (A. Hoffman's Verlag)
- 1925: Anna. Lustspiel in 1 Akt (Alfred Jahn, Leipzig, Lustige Bühne Nr. 10)
- 1931: Diana oder die Anna. Lustspiel in 1 Akt (Alfred Jahn, Leipzig, Lustige Bühne Nr. 10)
- 1933: Laura. (Die Dorfbühne Band 35)
- 193?: Mieke und Mieze. Humoristischer Einakter (B. Höfling, Höflings Mädchenbühne)
- 193?: Wiedergefunden. Weihnachtsspiel in 1 Akt (Alfred Jahn, Leipzig, Neue soziale Weihnachts Bühne Nr. 14)

### Romane
- 1914: Von der Gründung des Frauenstaates. (Novelle)
- 1915: Treudeutsch. 2 Geschichten aus der Zeit des Russeneinfalls in Ostpreußen (J. Neumann, später bei Hansa Romane Band 068)

Um Herd und Vaterland (Verlag des Vereins der Bücherfreunde, Berlin)
Unter russischer Herrschaft, Einer wahren Begebenheit aus dem Kriege 1914/15 nacherzählt. (Feinde ringsum! Band 15, Reutlingen, Enßlin & Laiblin)
- 1916: Treu der Scholle. Roman aus der Gegenwart (Verein der Bücherfreunde Bd. 196), Erschien auch unter dem Titel Versöhnter Krieg (A. Schall, Berlin) und Kriegsgewitter. (Reutlingen, Enßlin & Laiblins Verlagsbuchhandlung) Von Magda Trott ist die Geschichte „Unter russischer Herrschaft“ enthalten
- 1919: Die Stärkeren. (Otto Weber, Heilbronn / 50er Jahre: Paul Feldmann Verlag, Marl-HülZ)

Siegerin Liebe (Verlag Otto Weber)
- 1920: Schmerzender Lorbeer. (Verlag Otto Weber, Heilbronn)

Die Heimat ruft, Roman aus dem oberschlesischen Abstimmungsgebiet. (Rekord-Verlag, Breslau)
Um Ostafrikas deutsche Erde (Berlin: Verl. der Grünen Volksbücher, Grüne Volksbücher Bd. 3)
Richtet nicht (Breslau: Rekord-Verl., Illustr. Sitten-Romane Bd. 18)
Zwei Frauen; Sittenroman aus Berlin W. (Breslau Rekord-Verl., Illustr. Sitten-Romane Bd. 14)
- 1921: Am Glück vorbei. Roman aus dem Künstlerleben (Rekord Verlag Krömer und Co, Leipzig)

Basiliskenblick (Rekord Verlag Körner)
Die Liebhaber der keuschen Marianne (Breslau: Rekord-Verl.)
Irrende Kunst (Berlin, Verlagshaus f. Volkslit. u. Kunst, Loreley-Romane Band 10)
Der Kassenbote (Berlin, Verlagshaus f. Volkslit. u. Kunst, Schuld u. Sühne Bd. 38)
- 1922: Der Filou. Eine Gaunergeschichte aus dem besetzten Rheinland (Carl August Tancré Verlag, Die Vaterlandsbücher)

Freiwild am Rhein (C.A. Tancré, Naumburg, Die Vaterlandsbücher)
Die goldene Last (Berlin, Verlagshaus f. Volkslit. u. Kunst, Loreley-Romane Band 23)
Die Tochter des Bankiers (Berlin, Verlagshaus f. Volkslit. u. Kunst, Loreley-Romane Band 24)
Liebeskämpfe (Berlin, Verlagshaus f. Volkslit. u. Kunst, Loreley-Romane Band 29)
Am Haß zerbrochen (Berlin, Verlagshaus f. Volkslit. u. Kunst, Loreley-Romane Band 34)
Prinzeßchen Waltraut (Berlin, Verlagshaus f. Volkslit. u. Kunst, Loreley-Romane Band 37)
Liebesopfer (Lübeck: Wessel, Wessel's Roman-Bände Bd. 5)
Zwischen zwei Herzen, Gesellschaftsroman (Berlin: Verl.-Haus f. Volkslit. u. Kunst, Roman-Perlen Bd. 435)
Glückloses Erbe (Berlin: Verl.-Haus f. Volkslit. u. Kunst, Roman-Perlen Bd. 453)
- 1923: Wandernde Seelen. (Berga Verlag, Dresden)

Unglückliche Liebe (Leipzig, F. Rothbarth, Rothbarths Volksbücher Band 15)
Wo du hingehst. ..; Gesellschaftsroman (Berlin: Verl.-Haus f. Volkslit. u. Kunst, Roman-Perlen Bd. 475)
Stranddistel (Berlin: Verl.-Haus f. Volkslit. u. Kunst, Roman-Perlen Bd. 489)
Auf Martinsaue (Berlin, Verlagshaus f. Volkslit. u. Kunst, Loreley-Romane Band 47)
Um den Inselhof (Berlin, Verlagshaus f. Volkslit. u. Kunst, Loreley-Romane Band 54)
Das vierte Gebot (Berlin: Verl.-Haus f. Volkslit. u. Kunst, Roman-Perlen Bd. 456 / 1935: Neugebauer, Prag, Leipzig, Glück-Romane Bd. 48 / 1954: Bach, Düsseldorf)
- 1924: Schloss Einsiedel. (Leipzig, F. Rothbarth, Rothbarths Volksbücher Band 19)

Er soll dein Herr sein! (Berlin: Verl. Haus f. Volkslit. u. Kunst, Loreley-Romane Bd. 76)
Einsame Wege (Berlin: Verl. Haus f. Volkslit. u. Kunst, Loreley-Romane Bd. 121)
Auge um Auge (Berlin, Verlagshaus f. Volkslit. u. Kunst, Loreley-Romane Band 98)
Das Perpetuum mobile; Eine lustige Erfindergeschichte (Berlin: Verl.-Haus f. Volkslit. u. Kunst, Roman-Perlen Bd. 497)
Die Herrin von Elgersloh (Berlin: Verl.-Haus f. Volkslit. u. Kunst, Roman-Perlen Bd. 78)
- 1925; Im Banne des Willens. (D. Weber, Bunte Sammlung Band 108)

Der Schuss im Rücken, Kriminalroman (Verlagshaus der Volksliteratur und Kunst, Berlin, Nemesis Kriminalromane Band 9)
Der Rodelfex, ein humoristischer Roman aus dem schlesischen Lande (D. Weber, Heilbronn, Webers's moderne Bibliothek Band 264)
Frau Sehnsucht (Berlin: Verl.-Haus f. Volkslit. u. Kunst, Roman-Perlen Bd. 522)
Das Opfer einer Frau (Berlin: Verl. Haus f. Volkslit. u. Kunst, Loreley-Romane Bd. 150)
Die weiße Frau auf Schloß Einhusen (Berlin: Verl. Haus f. Volkslit. u. Kunst, Loreley-Romane Bd. 196)
- 1926: Die für einander sind. (Rothbarth, Rotbarths Taschenbücher)

Der Rettungsanker (Roman Perlen Band 618)
Katharina Howard, die fünfte Gemahlin Heinrichs VIII (Verlagshaus Freya, Frauen der Liebe Band 054)
Agnes Sorel, Karl VII von Frankreichs guter Geist (Verlagshaus Freya, Frauen der Liebe Band 061)
Marion Delorme (Verlagshaus Freya, Frauen der Liebe Band 066)
Laß mich frei (Wama-Schatz-Bücher. Romanausg. 2, Wama-Verl. Berlin)
- 1927: Opfergang. (Verlagsanstalt Kegel & Co, Leipzig)

Der Todesspringer (Berlin: Verl. Haus f. Volkslit. u. Kunst, Roman-Perlen Bd. 676)
Schatten der Vergangenheit (Berlin: Verl. Haus f. Volkslit. u. Kunst, Roman Perlen Band 647)
Die Modenkönigin (Berlin: Verl. Haus f. Volkslit. u. Kunst, Roman-Perlen Bd. 651)
Der Leidensweg der Senta König (Berlin: Verl.-Haus f. Volkslit. u. Kunst, Roman-Perlen Bd. 626)
Irrfahrten des Herzens (Berlin: Verl.-Haus f. Volkslit. u. Kunst, Roman-Perlen Bd. 664)
Einbrecher in Rehberg (Berlin: Verl.-Haus f. Volkslit. u. Kunst, Roman-Perlen Bd. 669)
- 1928: Das Eulenhaus. Kriminalroman (Enßlin & Laiblin, Enßlin, Enßlins interessante Bücherei Band 52)

Emilie Öltropp, die Schöne Juwelierstochter (Verlagshaus Freya, Frauen der Liebe Band 096)
Henriette Fromm. Die ungetraute Gattin Louis Ferdinands (Verlagshaus Freya, Frauen der Liebe Band 101)
Willi verführt, Humoristische Erzählung (Rothbarth, Rothbarths Taschenbücher Nr. 62)
Eine Stimme rief, Erzählungen (Verlag des evangelischen Bundes, Volkserzählungen für das deutsche Haus, Band 2)
Von Schuld zu Schuld (Rheingold Romane Band 53)
Amor im Kantor (Rheingold Romane, Band 57)
- 1929: Das eiserne Wollen. (Munz & Co, Leipzig, Bücherei Frauenliebe Band 3 / 1953 ABV-Frauenroman, August Bach Verlag, Düsseldorf)

Das große Opfer (Munz & Co, Leipzig, Bücherei Frauenliebe Band 42 / 1953 August Bach Verlag, Düsseldorf)
Frauenschicksale (Munz & Co, Leipzig, Bücherei Frauenliebe Band 9 / 1953 August Bach Verlag, Düsseldorf)
Was Liebe vermag (Verlag Munz & Co. GmbH Leipzig Bern / 1953 Bach, Düsseldorf)
Schach dem Tode (Herbert Fischer Verlag, Dresden / 1953 Iltis-Verlag, Düsseldorf)
- 1931: Sekunden schmieden Ketten. (Neuer Buchverlag, Bücher zum Wochenend Band 90)

Jane Shore, die gedemütigte Geliebte König Eduards IV von England (Verlagshaus Freya, Frauen der Liebe Band 145)
Ohne Heimat (mehr als 82 Hefte mit über 2624 Seiten insgesamt)
Im Schatten der Schuld (Roman Sterne Band 34)
- 1932: Die Zwillingsschwester. (Roman Sterne 78)

Eines Künstlers Liebe, (Heim Verlag, Basel (Neufeld & Henius), Romane des Lebens Band 1)
Susannes Kampf ums Glück (Heim Verlag, Basel (Neufeld & Henius), Romane des Lebens Band 7)
Ein Tropfen Gift (Enden Verlag, Sammlung goldener Frauen Romane 11)
Der Fluch der Ahnfrau (llustrierte Romanzeitschrift Ich bin Dein – Heftausgabe der Roman-Zeitschrift Nehmt mich hin vom Verlag Ewald & Co Nachf. / Leipzig: 5. Jahrg. 1932 / Freude ins Haus Heft 1, 1. Jahrgang 1932, Die Neue Romanzeitung, Verlag von Ewald & Co. Nachf.Leipzig / 1935; Rothbarth, Leipzig)
- 1933: … und Liebe siegt! (Erika Verlag, Berlin, Der spannende Liebesroman / 1956 unter dem Titel Mutter Riemer und ihre Kinder. Asta Verlag, Düsseldorf)

Goldenes Elend (Bergmann, Roman Sterne Band 102)
Die Rache ist mein (Eden Verlag, Sammlung goldener Frauen Romane 22 und als Roman der Täglichen Unterhaltungsbeilage zum Gablonzer Tagblatt)
Seines Bruders Weib (Enden Verlag, Berlin, Sammlung goldener Frauenromane Band 18)
- 1934: Der Dornenweg der Liebe. (Berlin: Neues Verl. Haus f. Volkslit., Roman-Perlen Bd. 984)
- 1935: Der Fluch der Ahnfrau. (Rothbarth)

Die Töchter des Spielers (Glück Romane 61)
- 1936: 2 Schwestern am Kreuzweg des Lebens. (Derflinger & Fischer, Delfi Romane Band 1)

Ein ernstes Leben (Ewald, Lesekränzchen 13. Jahrgang Heft 19)
Fahrt ohne Steuer (Olten u. Konstanz, Otto Walter A.-G.)
Hotel Henschel (Prag; Leipzig: Gustav Neugebauer, Glück Romane Bd. 80)
Das törichte Herz (Prag; Leipzig: Gustav Neugebauer)
- 1937: Einer von ihnen hat gemordet. (Derflinder & Fischer, Delfi Romane Band 32)

Clown Teddo (Neugebauer, Prag, Roman Serie Blau gold)
Leben ohne Leben (Verlag Friedrich Rothbarth, Leipzig / auch im Rothbarth Verlag)
Lebenslast (Manz, München / 50er Jahre Cuno Altendorf-Verlag, Bad Godesberg)
Der Liebe großes Herzeleid (Rothbarth, Leipzig)
- 1938: Maria hilft! (Albendorf-Roman, Glatzer Bücherstube (Glatz))
- 1939: Landheimat. (Rothbarth)

Schicksalstanz (Uhlmann Verlag / 1953 Rappen-Verlag Goslar)
St. Marien am Steinberg (St. Josephs Verlag, Reimlingen)
- 1940: Warum tust Du mir so weh? (Rotbarth)

Die Liebe des Hauptmann Roger (Romanserie Der Sonntags-Roman aus Wien, Heft 13)
Mein Herz ruft dich Heinz (Romanserie Der Sonntags-Roman aus Wien, Heft 26)
Arme kleine Melitta (Romanserie Der Sonntags-Roman aus Wien, Heft 37)
Überalles die Liebe (Romanserie Der Sonntags-Roman aus Wien, Heft 42)
- 1941: Camillas Versuchung. (Rothbarth/Janke)
- 1942: Der Marienwinkel. (Druck und Verlag der Buchhandlung Ludwig Auer, Pädagogische Stiftung Cassianeum in Donauwörth)

Gebrüder Kettler (Rothbarth/Janke)
- 1952: Der Schlüssel zum Herzen. (Moewig)
- 1962: Die Schuld der Erika. (Romanserie Der Sonntagsroman aus Wien)

Unbekanntes Erscheinungsdatum:
- Stilles Heldentum. (Lipsia Bücher Band 17) – erschienen 1911[10]
- Irrwege. (Otto Weber Bücher, Otto Weber Verlag Heilbronn) – erschienen 1921[11]
- Der Marmorreiter. (Das Schwälbchen, Roman-Zeitschrift für Haus und Familie, 2. Jahrgang Leipzig, Ewald & Co, von Seite 818–1679)
- Vergib und Vergiß! (Frauen und Modenzeitung: Der goldene Überfluß / Paul Feldmann Verlag No.566)
- Ahasver. (Glocken Bücher, Band 16) – erschienen 1919[12]
- Künstlerwahn. (Hansa Bücher Band 017) – erschienen 1919[13]
- Wieder daheim. (Jede Woche ein Roman! 234)
- Um das Vaterland. (Hansa Romane Band 061)
- Opfer der Liebe. (Hansa Romane Band 222) – erschienen 1920[14]
- Kaviar und Mäuschen. (Illustrierte Großstadt Romane Band 19)
- Die Königin der Luft. (Illustrierte Großstadt Romane Band 21) – erschienen 1924[15]
- Kinder Montenegros. (Illustrierte Roman Woche Band 86, / Vogels Familien Bücherei Band 1) – erschienen 1916[16]
- Ant-el-Amara. (Leipziger Roman Bücher Band 1 / Phönix Bücher Band 1)
- Opfer des Wissens. (Residenz Bücher Band 86) – erschienen 1919[17]
- Treubruch. (Residenz Bücher Band 63)
- Fahrt ohne Steuer.
- Zwischen Deutsch und Welsch. (Roman Woche Band 78) – erschienen 1916[18]
- Schmachvolle Fesseln. (Mascotte Bücher Band 10) – erschienen 1920[19]
- Zirkusblut. (ZW Bücher Nr. 28) – erschienen 1929[20]
- Der tapfere Prinz und andere Erzählungen aus dem Weltkrieg. (F. Waldeck)
- Ernst und Schmerz im Schützengraben. (J. Neumann)
- Zur rechten Stunde. (Rothbarth, Novellenbücher Nr. 52) – erschienen 1927[21]
- Wie sie sich fanden. (Rothbarth, Rothbarths Novellenbücher Band 56) – erschienen 1928[22]
- Der falsche Weg. (Rothbarth, Rothbarths Novellenbücher Band 59) – erschienen 1928[23]
- Um das Erbe. (Rothbarths Novellenbücher Band 66) – erschienen 1930[24]
- Morgenröte. (Webers moderne Bibliothek Nr. 240)
- Und leise erklang die Nacht. (Webers moderne Bibliothek Band 279)
- Ein verwerfliches Spiel. (Webers moderne Bibliothek Nr. 292)
- Der schöne Abteilungschef. (Süße Geschäftsmädels Band 1)
- Das arme Laufmädel. (Süße Gesellschaftsmädels Band 4)
- Fräulein Gelbstern. (Süße Geschäftsmädels Band 9)
- Die erste Stellung. (Süße Gesellschaftsmädels Band 15)
- Zwischen Deutsch und Welsch. (Freund und Feind Band 076 / Prinzeß Romane Band 27)
- Deutschland über alles. (Prinzeß Romane Band 50)
- Vampir Krieg. (Prinzeß Romane Band 58)
- Gesühnte Schuld. (Prinzess Romane Band 148)
- Adam der Held. (Feinde ringsum! Band 2)
- Waldeck der tapfere Prinz. (Feinde ringsum! Band 8)
- Verschleppt nach Sibirien. (Feinde ringsum! Band 68)
- Sie schulden mit viel Leid. (Der Sonntagsroman aus Wien Band 49)
- Gnadenbringende Weihnachtszeit! (L. Bergmann, Roman Sterne Band 74)
- Das harte Dulden. (Minetta Romane Band 6)
- Unter schmählichem Verdacht. (Mineta Romane Band 10)
- Der Vampir. (Mascotte Bücher Band 8)
- Die Wilde Ehe. (Mascotte Bücher Band 5)
- Der letzte Wille. (Mignon Romane Band 188)
- Opfer der Liebe. (Hansa Romane Band 222)
- Die Familiensmaragden. (Verlag Reinh. Klinger, Band 4 der Reihe Kriminal u. Detektiv-Romane)

### Fremdsprachige Ausgaben

#### Lettisch
- Magda Trotta: Baltais marmora jātnieks (= Der Marmorreiter), Riga: Orient, 1932 u. Riga: Elita, 1993
- Magda Trotta: Kādēļ sāpini mani? (= Warum tust Du mir so weh?), Riga: Elita, 1993
- Magda Trotta: Triju gredzenu noslēpums (= ?), 2 Bde., Riga: Avots, 1992

#### Niederländisch
- Steffy's dolle Bakvisjaren (=Steffys Backfischzeit) (Uitgeversfonds „Het Boekhuis“, Antwerpen)

#### Tschechisch
- Muž, který nepoznal lásky: Román / Magda Trottová; Přeložil V. Mara
- Nevlastní matka a syn: román / Magda Trottová

### Werke unter Pseudonym

#### Lena Torahn
- 1921 Der Weg zum Abgrund. Großstadt-Roman (Breslau: Rekord-Verl., Illustr. Großstadt-Romane Bd. 33)
- 1922 Zwitschervögelchen. (Torahn, Lena)

Ein Liebesopfer (Torahn, Lina)(Berlin: Verl. Haus f. Volkslit. u. Kunst, Roman-Perlen Bd. 428)
Ich rufe dich! Gesellschaftsroman (Berlin: Verlagshaus f. Volksliteratur u. Kunst, Roman-Perlen Bd. 456)
- 1923 Verkauft! (Berlin: Verlagshaus f. Volksliteratur u. Kunst, Roman-Perlen Bd. 483)

Geläuterte Herzen. (Berlin: Verlagshaus f. Volksliteratur u. Kunst, Loreley-Romane Bd. 59)
Spätes Glück (Berlin: Verlagshaus f. Volksliteratur u. Kunst, -Perlen Bd. 461)
Zwischen acht und neun Uhr. (Dresden: Mignon-Verlag)
- 1924 Ebba, die Artistin. (Berlin: Verlagsh. f. Volkslit. u. Kunst, Loreley-Romane Bd. 84)
- 1927 Die List der Tänzerin. (Berlin: Verl. Haus f. Volkslit. u. Kunst, Loreley-Romane Bd. 213)

Marie Anders. (Berlin: Verl. Haus f. Volkslit. u. Kunst, Roman-Perlen Bd. 659)
- 1928 Der Traum vom Glück. (Berlin: Verl. Haus f. Volkslit. u. Kunst, Roman-Perlen Bd. 708)

Die alte Schuld. (Berlin: Verl. Haus f. Volkslit. u. Kunst, Roman-Perlen Bd. 720)
- 192? Die Schießbude. (Roman Perlen Band 597)
- 1929 Fräulein Hochhinaus. (Roman Perlen Band 729) (Berlin: Verl. Haus f. Volkslit. u. Kunst)

#### J. Marein
- 1924: Der Herr Graf. (Berlin: Verl. Haus f. Volkslit. u. Kunst, Loreley-Romane Bd. 111)
- 1925: Ich liebe dich! (Berlin: Verl. Haus f. Volkslit. u. Kunst, Loreley-Romane Bd. 143)

## Weiterführende Literatur
- Aiga Klotz: Kinder- und Jugendliteratur in Deutschland: 1840–1950. Gesamtverzeichnis der Veröffentlichungen in deutscher Sprache. Metzler, Stuttgart 1990–2000, ISBN 3-476-00701-4.
- Peter Geils: Gesamtverzeichnis des deutschsprachigen Schrifttums. Saur, München, ISBN 3-598-30000-X.